# هوغو سوزا (لاعب كرة قدم)
هوغو سوزا (بالبرتغالية: Hugo Souza‏) هو لاعب كرة قدم برازيلي، ولد في 31 يناير 1999 في دوق دي كاكسياس في البرازيل. لعب مع نادي فلامنغو.

## وصلات خارجية
- هوغو على موقع قاعدة بيانات كرة القدم.إي يو (الإنجليزية)
- هوغو على موقع Soccerway.com (الإنجليزية)
- هوغو على موقع عالم كرة القدم.نت (الإنجليزية)